# Fito Cabrales
Adolfo "Fito" Cabrales Mato (Bilbao, 6 de octubre de 1966) es un músico, cantante y guitarrista español del grupo Platero y Tú, Extrechinato y Tú y de su actual banda Fito & Fitipaldis. Hasta octubre de 2014 llegó a vender más de 2,6 millones de discos a lo largo de su carrera; siendo 1,6 millones correspondientes solamente a las ventas de Fito & Fitipaldis.

## Biografía
Nació en la calle bilbaína de Zabala, pasando parte de su infancia y adolescencia en Laredo (Cantabria) y en Málaga. En su juventud trabajó de camarero en un prostíbulo del que su padre era jefe, en la calle de Las Cortes (más conocida por La Palanca). En la versión en directo del tema Un ABC sin letras que aparece en el disco A pelo de Platero y Tú, Fito comentó que «curraba en La Palanca y ahora soplo en Barrenkale (una de las Siete Calles del Casco Viejo bilbaíno)». Estas no son las únicas referencias en la obra de Fito a esta zona de la capital vizcaína: en el disco de Platero y Tú Muy deficiente hay una canción ambientada en el cercano puente de Cantalojas en la que alude a una «chica de las Cortes» (es decir, una prostituta). En esta época comenzaron también sus problemas con las drogas; aunque posteriormente aseguró «estar limpio» durante años abusó del «speed». Varias canciones suyas (por ejemplo Marabao) hablan de esta droga. En Corazón oxidado, de Fito & Fitipaldis, dice «mi pobre corazón, que está enganchado al speed»; sin embargo, en la versión del disco en directo de 2004 Vivo… para contarlo, dejó la frase a medias, alejándose del micro.
Destaca por su peculiar estilo personal, llevando siempre el pelo totalmente rapado y a veces patillas largas, y vistiendo gorras con visera. Otra de sus señas de identidad son los cigarrillos sujetos en el clavijero de su guitarra. En los primeros años con Platero y Tú solió regalar la gorra después de cada concierto, pero abandonó esta práctica.
Reside en la localidad vizcaína de Laukariz - Mungia. Tiene tres hijos: Guillermo (nacido en 1997), Diego (nacido en 2002) y Marisa (nacida en 2015).[cita requerida]

### Platero y Tú
En 1989 se unió a Iñaki «Uoho» Antón, Juantxu «Mongol» Olano y Jesús «Maguila» García, también originarios del mismo barrio, para formar el grupo de rock and roll Platero y Tú. Platero y Tú se desmarcaba del entonces tan en boga rock radical vasco para abrazar la tradición roquera más clásica vía Status Quo, Leño, AC/DC, The Rolling Stones o John Fogerty, con letras que hablan de bares, amores, drogas y rock and roll. A lo largo de la década de los 90 los Platero se consolidaron en el panorama del rock en castellano, manteniendo una estrecha relación con otros artistas importantes de dicho género como La Polla Records (Evaristo colaboró en el tema Juliette), Rosendo Mercado (quien colaboró en Sin solución) y sobre todo con Roberto Iniesta, «Robe», voz y guitarra de Extremoduro, con los que llegaron a hacer una gira conjunta en 1996. A lo largo de su trayectoria consiguieron tres discos de Oro y un disco de Platino en España (hasta 2002).

### Fito & Fitipaldis
En 1998 creó de forma paralela a Platero y Tú el grupo Fito & Fitipaldis, para publicar en su primer trabajo, A puerta cerrada, una serie de temas acústicos que no se ajustaban al estilo musical de Platero y Tú. En principio ambos grupos coexistieron sin problemas, pero tras la disolución de Platero y Tú en 2001, Fito se dedicó en exclusiva a su nuevo grupo. Con la publicación de su segundo álbum Los sueños locos y de las posteriores grabaciones, fue desarrollando su estilo personal, a la vez que va iniciando un acercamiento al sonido de la última época de Platero y Tú, volviendo a introducir guitarras eléctricas y ritmos más rápidos y directos. Con los Fitipaldis, Fito consiguió mayores éxitos de ventas que con Platero y Tú, lo cual le ha valido críticas de los sectores más conservadores del rock de España.
También en 2001, participó junto a Uoho y a Robe en el proyecto de este último, Extrechinato y Tú, para hacer un disco titulado Poesía Básica con obras del poeta Manolo Chinato. Grabó las voces junto a Robe y las guitarras junto a Robe y Uoho. El disco recogía también tres composiciones propias, «Si el cielo esta gris», «Rojitas» y «Abrazado a la tristeza». Estos dos últimos temas fueron grabados también por los propios Fitipaldis, primero «Rojitas las orejas» en A puerta cerrada (tres años antes de que se grabara Poesía básica y con un título distinto) y posteriormente «Abrazado a la tristeza», tema que cierra Por la boca vive el pez.
En marzo de 2004 comenzó a tocar en pequeños pueblos como Tardelcuende.
En verano de 2007 Fito & Fitipaldis llevó a cabo una gira conjunta con Andrés Calamaro por España y Latinoamérica, grabada en DVD con el título «Dos son multitud».
En mayo de 2008 sale a la venta un libro autobiográfico Soy todo lo que me pasa, cuyo prólogo redactó Xabier Arretxe Irigorien, "Polako", mánager del grupo.
El 15 de septiembre de 2009, se publicó su nuevo disco con el nombre de "Antes de que cuente diez", al que siguió una gira por todo el territorio español como ya ocurriera con su último disco de estudio
A finales de octubre de 2014 se publicó su nuevo disco "Huyendo conmigo de mí", precedido por el primer sencillo «Entre la espada y la pared»'. El 15 de noviembre de 2014 comenzó en Santander la gira de presentación. Esta gira, que incluyó varios conciertos en Chile, Uruguay y Argentina, concluyó el 24 de octubre en el Bilbao Exhibition Centre de Baracaldo.
El 10 de noviembre de 2017, se lanzó el recopilatorio Fitografía, un disco con más de cincuenta temas, en el que repasa toda su trayectoria, incluyendo una versión de Entre dos mares de Platero y tú. En marzo de 2018, empezó la gira por España titulada 20 años, 20 ciudades.
Siete años después de su último álbum de estudio, en septiembre de 2021, presentó Cada vez cadáver, el séptimo disco de la banda.A la gira por grandes recintos,  que en su cita en Bilbao consiguió llenar el estadio de San Mamés, le siguió un periplo por recintos de mediano aforo llamada Teatros y auditorios, en la que ofreció 41 conciertos, agotando localidades en todas las fechas, y despidiendose de los escenarios el 1 de abril de 2023 en el Centro Cultural Miguel Delibes de Valladolid.
En octubre de 2023, con motivo del 25.º aniversario del primer disco de Fito & Fitipaldis sale a la venta Fito. Y por supuesto la luna, novela gráfica donde diez ilustradores relatan en formato cómic la biografía de Fito, con guion de los críticos musicales Kike Babas y Kike Turrón y prólogo de El Gran Wyoming. El libro se presentó en rueda de prensa en Bilbao y contó con la participación del propio Fito junto a los autores y el prologuista.

## Discografía

### ConPlatero y Tú
- Voy a acabar borracho (1991), Wellcome. Reeditado por DRO en 1996.
- Burrock'n roll (1992), DRO.
- Muy deficiente (1992), DRO.
- Vamos tirando (1993), DRO.
- Hay poco rock & roll (1994), DRO
- A pelo (en directo, 1996), DRO
- 7 (1997), DRO
- Correos (2000), DRO
- Hay mucho rock'n roll Volumen I (2002) y Volumen II (2005), DRO

### Extrechinato y Tú
- Poesía Básica, (2001), DRO

### ConFito & Fitipaldis
- A puerta cerrada (1998), DRO
- Los sueños locos (2001), DRO
- Lo más lejos a tu lado (2003), DRO
- Vivo... para contarlo (en directo, 2004), DRO
- Por la boca vive el pez (2006), DRO
- Dos son multitud (en directo con Andrés Calamaro, 2008), DRO
- Antes de que cuente diez (2009), DRO
- En directo desde el Teatro Arriaga (2014), DRO
- Huyendo conmigo de mí (2014), DRO
- Fitografia (2017), DRO
- Cada vez cadáver (2021), DRO
- El monte de los aullidos (2025), DRO

### Colaboraciones
- Tributo a Tequila "Y yo qué sé (con Extremoduro y Barry Sage)" (Mucho Tequila: Un homenaje a Tequila/1996)
- Los piratas del Nervión "De nuevo en tus brazos (con Robe Iniesta y Francis Doctor Deseo)"
- The Flying Rebollos "Mis amigos (con Robe Iniesta)" (Esto huele a pasta/1997), "Modesta" (Verano de perros/1993)
- Extremoduro "Golfa" (Canciones prohibidas/1998) y "La vereda de la puerta de atrás" (Yo, minoría absoluta, 2002)
- Gatibu "Urepel" (Zoramena/2002)
- Marea "Pan duro" (Besos de perro/2002)
- La Fuga "Sueños de papel"  (Calles de papel/2003)
- Tributo a Barricada "Callejón sin salida (con Robe Iniesta)" (Un camino de piedras: un tributo a Barricada/2003)
- Afónicos perdidos "En primera plana" "Littel Joe" (Sin dar marcha atrás/2004)
- Tributo a Radio Futura "La negra flor" (Arde la calle - Tributo a radio futura/2004)
- Loquillo y Trogloditas "Luché contra la ley" (Hermanos de sangre/2006)
- Ariel Rot "Baile de ilusiones" (Dúos, tríos y otras perversiones/2007)
- Sicario "Filo de navajas con Rayka" (La ley de Ohm/2007)
- Candy Caramelo "Tipo normal" (Por amar no hay que pagar/2008)
- Hash "Buscas algo" (Have a sweet hell/2008)
- Despistaos "Es importante" (Lo que hemos vivido/2008)
- Macaco "Puerto presente" (El vecindario/2010)
- A Media Tea "Dame más (con Iñaki Uoho)" (Con Uñas y Dientes/2011)
- Obús "Dinero, dinero" (De Madrid Al Infierno/2012)
- Rodrigo Mercado "Astro Rey (con Rosendo Mercado)" (Puntualmente demora/2013)
- Rosana "Mi trozo de cielo" (Ocho lunas/2013)
- M-Clan "Carolina" (Dos noches en el Price 2014)
- Leiva "Sixteen (Con Carlos Tarque)" (2015, Sencillo)
- No Te Va Gustar "Alba" (En Vivo, Velez 2015)
- Tequila Me vuelvo loco y Nena (Adiós, Tequila! En Vivo/2019)
- Tributo a Sabina "Ruido (con Coque Malla)"(Tributo a Sabina. Ni tan joven ni tan viejo/2019)
- Celtas Cortos "20 de abril" (Versión 2019)
- Estopa "Camiseta de rokanrol" (2022)

## Novela gráfica
En 2023 se editó una novela gráfica sobre su vida titulada genéricamente "Fito. Y por supuesto la luna" (Bao editorial).